# 148 pr. n. št.

## Dogodki
- Makedonija postane rimska provinca.

## Rojstva
- Antioh VI. Epifan Dioniz, kralj Selevkidskega cesarstva († 142/141 pr. n. št.)